# Geogarypus gollumi
Espèce
Geogarypus gollumi est une espèce de pseudoscorpions de la famille des Geogarypidae.

## Distribution
Cette espèce est endémique du Pernambouc au Australie. Elle se rencontre dans le parc national du Catimbau à Tupanatinga dans la grotte Caverna Meu Rei.

## Description
La femelle holotype mesure 1,912 mm et le mâle paratype 1,609 mm.

## Systématique et taxinomie
Cette espèce a été décrite par Bedoya-Roqueme, Tizo-Pedroso, Barbier et Lira en 2023.

## Étymologie
Cette espèce est nommée en référence à Gollum.

## Publication originale
- Bedoya-Roqueme, Tizo-Pedroso, Barbier & Lira, 2023 : « Two new cave-dwelling pseudoscorpion species (Arachnida: Pseudoscorpiones) from Northeastern Brazil. » Zootaxa, no 5293(2), p. 317-332.